# Condado de Maury
El condado de Maury (en inglés: Maury County, Tennessee), fundado en 1807, es uno de los 95 condados del estado estadounidense de Tennessee. En el año 2000 tenía una población de 69.498 habitantes con una densidad poblacional de 44 personas por km². La sede del condado es Columbia .

## Historia
El Condado de Maury, fue formado en 1807 por el Condado de Williamson y las tierras indígenas.

## Geografía
Según la Oficina del Censo, el condado tiene un área total de 1594 km² (615,4 mi²), de la cual 1587 km² (612,7 mi²) es tierra y 7 km² (2,7 mi²) es agua.

### Condados adyacentes
- Condado de Williamson norte
- Condado de Marshall este
- Condado de Giles sur
- Condado de Lawrence suroeste
- Condado de Lewis oeste
- Condado de Hickman noroeste

## Demografía
En el 2000 la renta per cápita promedia del condado era de $41,591, y el ingreso promedio para una familia era de $48,010. El ingreso per cápita para el condado era de $19,365. En 2000 los hombres tenían un ingreso per cápita de $37,675 contra $23,334 para las mujeres. Alrededor del 10.90% de la población estaba bajo el umbral de pobreza nacional.

## Lugares

### Ciudades y pueblos
- Columbia
- Mount Pleasant
- Spring Hill

### Comunidades no incorporadas
- Hampshire
- Culleoka
- Santa Fe
- Williamsport